# 우즈넘붓털쥐
우즈넘붓털쥐(Lophuromys woosnami)는 쥐과 붓털쥐속에 속하는 설치류이다. 부룬디와 콩고민주공화국, 르완다, 우간다에서 발견된다. 자연 서식지는 산지림 개간지와 대나무 숲이다.

## 어원
일반명과 종소명은 1905년 루웬조리산에서 완모식표본을 수집한 영국의 박물학자 우즈넘(R. B. Woosnam)의 이름에서 유래했다.

## 특징
꼬리 길이 114~133mm를 제외한 몸길이가 111~135mm인 작은 설치류로 발 길이는 26~28mm이고 귀 길이는 20~25mm, 몸무게는 최대 64g이다. 털은 길고 부드러우며 윤이 난다. 등 쪽은 회색과 올리브색빛이 나는 갈색을 띠는 반면에 배 쪽은 밝은 갈색이다.

## 생태
땅 위에서 주로 생활하고 밤에 활동하는 육상성, 야행성 동물이다. 깡충하고 두 발로 뛰는 걸음걸이와 비교적 긴 다리와 긴 꼬리, 큰 귀가 특징적이다. 포획된 암컷은 마른 풀과 잎으로 간단한 둥지를 만드는 모습을 보인다. 먹이는 절지동물과 식물, 잎, 구근 등이다. 포획된 표본은 지렁이와 메뚜기, 마른 곤충의 유충을 좋아하지만 부드러운 사과나 땅콩, 해바라기 등도 먹는다. 생존에 수분 섭취는 필수적이다. 9월과 이듬해 4월 사이의 우기철에 번식을 한다. 10월과 12월, 3월과 4월 사이에 임신한 암컷 수가 정점을 이룬다. 약 32일간의 임신 기간 이후 한 번에 최대 3마리의 새끼를 낳는다. 암수 모두 태어난 지 7~8주 이후 성적으로 성숙해진다.

## 분포 및 서식지
콩고 민주 공화국 중동부 지역의 대지구대 서부와 우간다 남서부, 르완다 서부, 부룬디에 널리 분포한다. 해발 1,600m와 3,880m 사이의 산악 숲과 벌채가 이루어진 지역, 대나무 미성숙림과 성숙림, 아프로알파인(Afroalpine) 삼림에서 서식한다.

## 아종
3종의 아종이 알려져 있다.
- L. w. woosnami
- L. w. prittiei (Thomas, 1911) - 우간다와 르완다, 브룬디, 콩고민주공화국 고지대
- L. w. indet - 콩고민주공화국 키부호의 서부 호안 지역